# Кросс, Чарльз
Чарльз Р. Кросс (англ. Charles R. Cross; 7 мая 1957, Сиэтл, Вашингтон — 9 августа 2024) — музыкальный критик и писатель из Сиэтла. Наиболее известен биографиями Брюса Спрингстина, Джими Хендрикса и Курта Кобейна. На протяжении своей карьеры публиковался в таких изданиях, как Esquire, The New York Times, Rolling Stone и The Seattle Times.

## Карьера
На протяжении пятнадцати лет (1986—2000) Чарльз Р. Кросс был редактором музыкальной газеты The Rocket, в период разгара гранжевого ажиотажа в Сиэтле. Также он является основателем Backstreets Magazine, периодического издания для поклонников Брюса Спрингстина. В 2001 году написанная Кроссом биография Курта Кобейна «Heavier Than Heaven» стала лауреатом премии ASCAP 2002 года в категории «Выдающаяся биография».
В 2004 году, во время сбора материала для биографии Джими Хендрикса, Кросс нашёл расположение места захоронения матери музыканта, Люсиль Джетер Хендрикс, в заброшенной части мемориального парка Гринвуд, где был похоронен сам Джими Хендрикс в тщательно продуманном гранитном мемориале. Могила Люсиль Хендрикс считалась утерянной, так как её надгробие было покрыто слоем грязи возникшим из-за частых дождей в этом регионе. Когда новый надгробный камень был помещен на могилу Кросс произнес трогательную надгробную речь для матери музыканта.
Кинокомпания Universal Pictures приобрела права на «Heavier Than Heaven» для производства фильма по её мотивам. Также планируется экранизация книги Кросса о Джими Хендриксе.
Умер 9 августа 2024 года в возрасте 67 лет.